# حمد فهد
حمد فهد المازمي (مواليد 25 سبتمبر 2002، لاعب كرة قدم إماراتي يجيد اللعب كظهير أيسر يلعب حالياً مع نادي الشارقة في دوري الخليج العربي الإماراتي.